# Arturo Michelena
Francisco Arturo Michelena Castillo (Valencia, 16 de junio de 1863-Caracas, 29 de julio de 1898) fue un pintor y dibujante venezolano. Es considerado el artista más importante de su país en el siglo XIX.
Fue autor de más de 200 pinturas y alrededor de 500 dibujos, bocetos, estudios y apuntes, convirtiéndolo en el pintor con la producción más prolífica de su generación. Junto con Cristóbal Rojas, Antonio Herrera Toro y Martín Tovar y Tovar, conforma el cuarteto de los grandes pintores venezolanos del siglo xix.
En 1887, en el Salón des Artistes Français, presenta su obra L’Enfant Malade (El niño enfermo), por la cual fue premiado con la medalla de oro en su segunda clase, el mayor honor que había dado el Salón a un artista extranjero. La pintura fue adquirida por la familia Astors en Nueva York a finales del siglo XIX, y en el año 2004 Sotheby’s la subastó por 1.350.000 dólares, un récord para una obra de arte latinoamericana.

## Biografía
Nació el 16 de junio de 1863 en Valencia, hijo de Juan Antonio Michelena (1832-1918), también pintor, y Socorro Castillo (1839-1909), hija del pintor y muralista Pedro Castillo. Sus primeras enseñanzas las recibe a los seis años de su tía Edelmira Michelena. Luego realiza estudios en el colegio de Lisandro Ramírez y finalmente termina la primaria en el Colegio  que regentaba Alejo Zuloaga.
Comenzó a pintar a muy corta edad bajo el mandato de su padre, Juan Antonio Michelena. Resaltantes entre sus primeras creaciones Cupido dormido, La rosa, Brayan Triana, En tus brazos, Judit y Holofernes, y Un rayo de luz. En 1874 hizo los dibujos que ilustraban la edición neoyorquina de Costumbres venezolanas, libro de Francisco de Sales Pérez, quien se convierte en su protector y le presenta en el círculo de amigos de Antonio Guzmán Blanco con la intención de gestionarle una pensión de estudios. Más tarde recibe lecciones de una dama francesa, Constanza de Sauvage, discípula del pintor francés Eugène Devéria; ella le enseña a distribuir los colores, a aprovechar la luz y algunos conocimientos técnicos. Entre 1879 y 1882 transcurre un período de aprendizaje durante el cual Arturo Michelena, asociado a su padre, abre una academia privada de pintura en Valencia para satisfacer encargos de retratos, pinturas murales, copias de cuadros antiguos, retratos infantiles y abundantísima producción de dibujo. Este trabajo constituye el entrenamiento que capacita al joven para concurrir con éxito a la Gran Exposición del Centenario del Natalicio de El Libertador Simón Bolívar, que se celebra en Caracas en 1883, y a la que envía dos obras: Alegoría de la república regenerada y La entrega de la bandera invencible de Numancia al batallón sin nombre. Esta última pieza le hace acreedor de una medalla de plata. La obra se conserva en el Museo Bolivariano de Caracas.

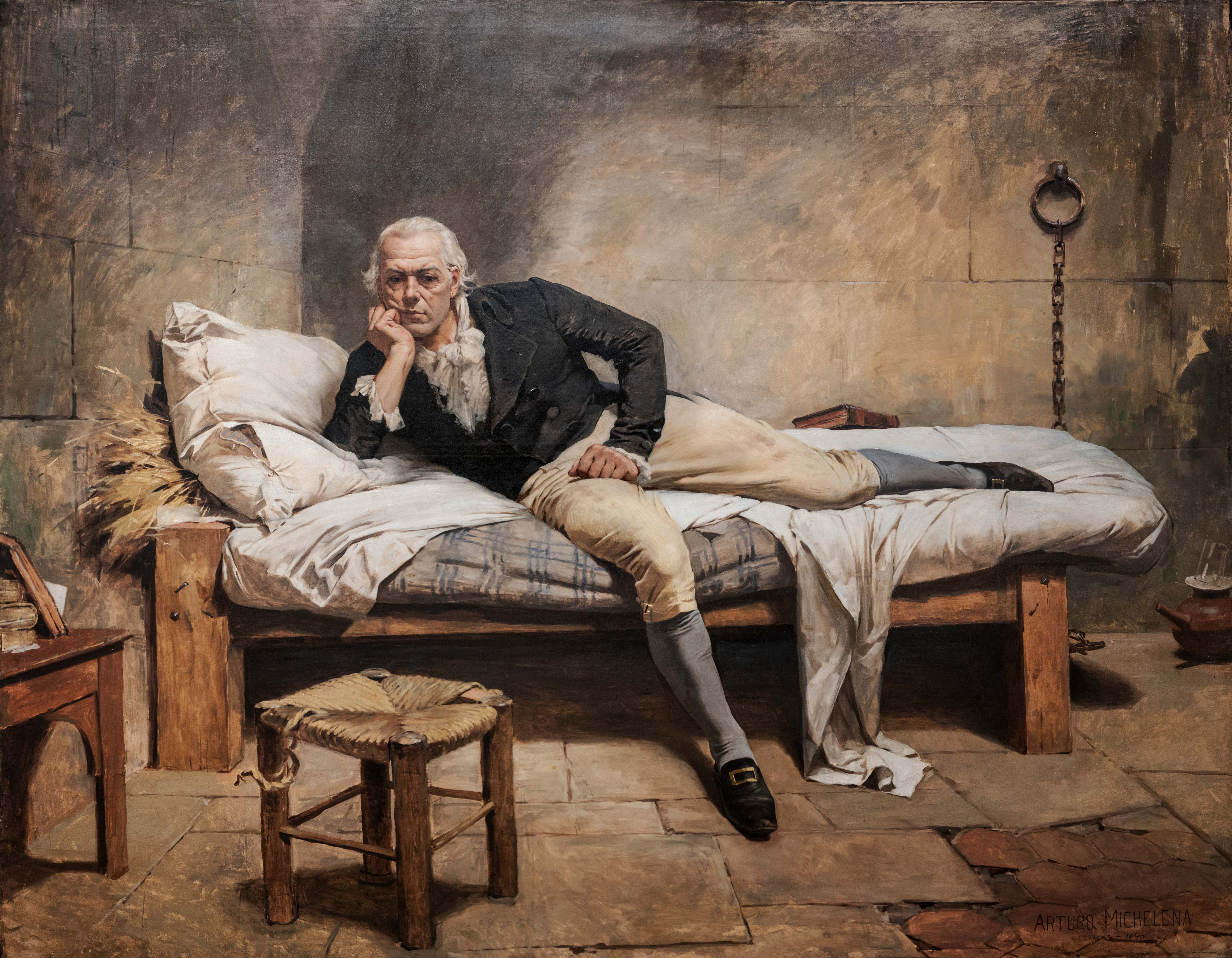
Arturo Michelena, Miranda en La Carraca, 1896. Óleo sobre tela, 196.6 x 245.5 cm. Galería de Arte Nacional, Caracas

El gobierno de Crespo le otorga una pensión para realizar sus estudios en Europa en 1885. Por ello viajó a París en compañía de Martín Tovar y Tovar, para inscribirse en la Academia Julián, donde ya estudian Emilio Boggio y Cristóbal Rojas. En esta academia recibe clases del artista francés Jean-Paul Laurens.
Su primer gran éxito se dio en París en Le Salón des Artistes Français en 1887. Animado por su profesor Jean-Paul Laurens, Michelena presentó un lienzo titulado L’Enfant Malade (El niño enfermo), con el cual fue premiado con la medalla de oro en su segunda clase. La Galería de Arte Nacional (Caracas) conserva un boceto de esta pieza, en un tamaño menor, realizado por el artista en 1886.
Entre 1885 y 1889 pinta sucesivamente: Una visita electoral (1886), La caridad (1887), La joven madre y Carlota Corday camino al cadalso (1889). Con esta última obra obtiene una medalla de oro en su primera clase en la Exposición Universal de París (1889). Ese mismo año regresó inesperadamente a Venezuela y fue recibido con muestras de júbilo. Tras una temporada de éxito social en Caracas, celebra su matrimonio con Lastenia Tello Mendoza (1886-1958) y retorna a París. En 1890 es contratado por la editorial de L. Conquet para ilustrar la edición del libro Hernani, de Victor Hugo. Ese año recibe el encargo del Gobierno venezolano para pintar Vuelvan caras, cuadro que sería obsequiado a la municipalidad de Nueva York en agradecimiento por las distinciones que recibió el general José Antonio Páez durante su exilio en esa ciudad.
En esta segunda estancia en París pinta La vara rota (1892) y Pentesilea (1891), obras principales de este período. Al haber enfermado de tuberculosis retorna a Venezuela en 1892 por consejo de sus médicos; el éxito le espera en Caracas, donde se convierte en el retratista de moda y en el pintor oficial de Joaquín Crespo. Participa en la Exposición conmemorativa del centenario del natalicio del Mariscal Sucre en 1895, para la cual pinta su Muerte de Sucre en Berruecos. Al año siguiente presenta su Miranda en la Carraca (1896 demasiado antes), en ocasión de cumplirse los 80 años de la muerte del precursor de la Independencia. Ese año inicia la decoración del Palacio de Miraflores, residencia de la familia Crespo.
En 1893 Arturo Michelena participó en la Exposición Universal de Chicago, ciudad de Estados Unidos que tuvo el privilegio de albergar la muestra más extensa de obras del pintor fuera de Venezuela.
Arturo Michelena muere en Caracas el 29 de julio de 1898, a los treinta y cinco años, aquejado por la tuberculosis, dejando numerosas obras inconclusas.

## Obras
- El paje (1872)

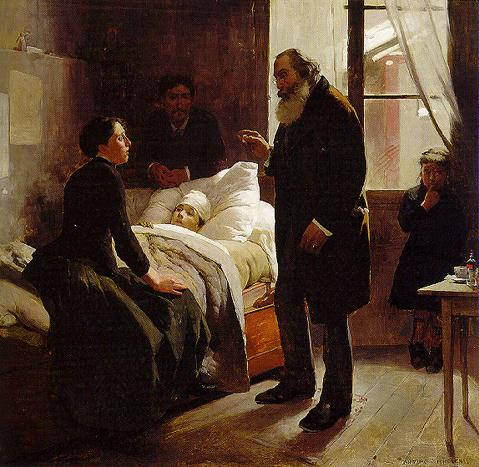
Arturo Michelena, El niño enfermo, 1896. Óleo sobre tela 80, 4 x 85 cm

- Entrega de la Bandera Victoriosa de Numancia (1883)
- Las queseras del medio (1885)
- El niño enfermo (1896)
- Retrato ecuestre de Bolívar (1888)
- La joven madre (1889)
- Vuelvan caras (1890)
- Mariscal Antonio José de Sucre (1895)
- El Libertador en traje de campaña (1895)
- Miranda en La Carraca (1896)
- Cascada de Catuche (1898)
- La última cena (1898)

## Reconocimientos

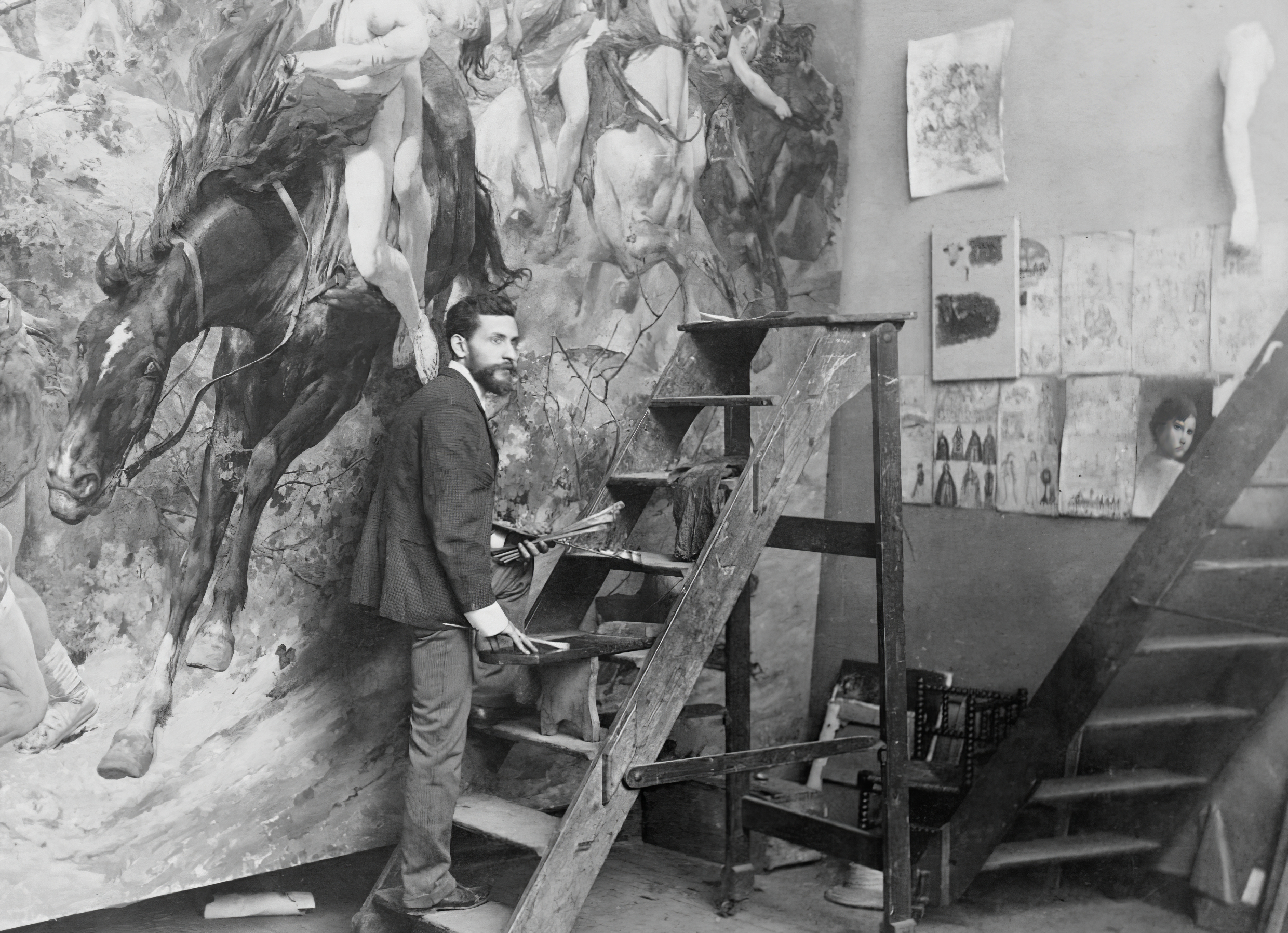
Arturo Michelena en su estudio en París.

- Sus restos mortales fueron trasladados al Panteón nacional el 29 de julio de 1948.
- En 1961, su taller en la esquina de Urapal fue adquirido por el Estado venezolano y convertido en el Museo Arturo Michelena en 1963.
- El aeropuerto de su ciudad natal, Valencia, en Venezuela, lleva el nombre de aeropuerto internacional Arturo Michelena.[17]
- En su ciudad natal, Valencia, la Escuela de Artes Plásticas y una universidad llevan su nombre ad honorem: la Escuela de Artes Plásticas Arturo Michelena y la Universidad Arturo Michelena.[18]
- Se ha creado un encuentro anual en el estado de Carabobo llamado "Salón Arturo Michelena[19]", siendo este de carácter nacional y multidisciplinario.